# Gamarra (Cesar)
Gamarra es un municipio de Colombia al noroeste del país y sudoeste de departamento del Cesar. Limita al norte con el municipio de La Gloria, al sur y sudeste con Aguachica y al oeste con el municipio de Morales, departamento de Bolívar. Inicialmente fue llamado Puerto Nacional.
Gamarra cuenta con transporte intermunicipal, terrestre acuático, y por tren. Siendo un municipio ribereño posee una cultura autóctona de los bailes cantaos y muchas fiestas. Tiene acceso a la Ruta del Sol la cual la vuelve un punto estratégico en inversión.

## Toponimia
El municipio lleva el apellido del señor "Martín Gamarra". Ya que era el sitio donde él tenía su negocio y zona escogida para trasladar las bodegas de Puerto Nacional.

## División Político-Administrativa
Aparte de su cabecera municipal, Gamarra tiene bajo su jurisdicción los siguientes centros poblados: 
- Cascajal
- El Contento
- La Estación
- Palenquillo
- Puerto Mosquito
- Puerto Viejo

## Historia
Inicialmente se conocía a Puerto Real como el puerto que tenía la provincia de Ocaña sobre el Río Magdalena; Que por esos va y vienes del río, lo dejó y el nuevo puerto recibió el nombre de Puerto Nacional, hoy Puerto Viejo debido a la nueva construcción del Puerto de Gamarra.
El Puerto Real de Ocaña fue fundado en el año de 1583, por El Capitán Lorenzo Fernández de Rojas. En 1785 se trasladan las bodegas de Puerto Real al Puerto Nacional y se comienza otro poblamiento. Finalmente el 3 de noviembre de 1878 se trasladan las bodegas al sitio donde el señor Martín Gamarra tenía su negocio. 
Gamarra adquiere la categoría de municipio después de 5 intentos, el 14 de mayo de 1929 por la ley 98 del Congreso de la República, se ordena a la Asamblea del Magdalena que eleve a la categoría de municipio a Gamarra, con las poblaciones que tenía en su anterior promoción.

## Geografía
Está localizada a orillas del río Magdalena y su cabecera municipal está rodeada por complejos cenagosos; se encuentra comunicada por carretera con la troncal de oriente (Ruta del Sol II) desde la ciudad de Aguachica a una distancia de 15 km; La cabecera municipal tiene una altura sobre el nivel del mar de 50 m s. n. m.
Límites del municipio: ubicado al sur occidente del departamento del Cesar, limita al norte con el municipio de la Gloria, al sur y al oriente con el municipio de Aguachica y al occidente con el río Magdalena que lo separa del municipio de Morales, Bolívar.
Extensión total: 320,3 km²
Altitud de la cabecera municipal: 50 m s. n. m.
Temperatura media: 31 °C
Distancia de referencia: a 296 km de la capital del Departamento.

## Economía
Las actividades económicas de importancia que se desarrollan en el municipio están relacionadas con el agro, la pesca, la ganadería y el comercio; existe desacuerdo de géneros en la oferta
Dentro de las actividades agropecuarias generadoras de empleo son: Administradores, Ganaderos, Ordeñadores, Jornaleros, Contratistas y arrendatarios, recolectores
La población de pescadores está conformada por dos grupos: los pescadores permanentes (Aprox. 142) que son los que viven de la pesca y se localizan en los ríos y ciénagas, y por lo general se unen en grupos a pescar, y los pescadores ocasionales (660) que alternan la misma con faenas agrícolas y otras actividades dedicándose a la pesca solamente en época de abundancia.
El sector pecuario no emplea mano de obra en forma intensiva pero paradójicamente ocupa un área significativa en la economía del municipio. La producción ovina y porcina representa un buen sector de la producción pecuaria y la avícola se tiene más como ave de corral que como producción en gran escala. El inventario al año 2003 arrojo 42.125 bovinos, 2.165 porcinos, 927 ovinos, 224 caprinos y 2.365 equinos. En el año 2002 la producción de leche fue de 21.480 litros/día, con un promedio de 3 litros/vaca y un ordeño de 7.760 vacas. El sacrificio en el año 2002 fue de 694 reses de las cuales 590 hembras y 104 machos
El sector agrícola en el municipio tiene una singular importancia, pues el 43,09% de la tierra, esta en mano de medianos y pequeños productores aunque la forma de explotación y producción no es la ideal; de las 1.836 hectáreas de algodón que se sembraron en el Departamento, en el 2002, en el municipio se cultivaron 525, la mayoría situada en la mayor zona algodonera del sur del Cesar (Corregimiento de Puerto Mosquito) la gran mayoría de grandes agricultores no son de la localidad. 
El sector comercial representa para el municipio una importante fuente de recursos, es un abastecedor de la región sur de Bolívar. Los productos que comercializa y genera Gamarra en el casco urbano están compuestos por pescado salado, fresco, pieles y derivados agropecuarios.
Otra actividad económica es el transporte fluvial y terrestre, con él se beneficia un sector de la población. El transporte tanto fluvial como terrestre está organizado en una cooperativa que efectúa el intercambio entre el sur de Bolívar y el interior del país desde Aguachica. Además, el transporte férreo a través de la empresa Agromol que genera otra fuente de empleo

## Medios de comunicación
En el municipio de Gamarra están disponibles prácticamente todos los servicios de telecomunicaciones, pasando por redes de telefonía móvil, redes inalámbricas de banda ancha, centros de navegación o cibercafés, comunicación IP, etc.
Hay varios operadores de telefonía móvil, todos con cobertura nacional y con tecnología GSM, Claro Colombia (de América Móvil) ; Movistar (de Telefónica), y Tigo (de la ETB, EPM Telecomunicaciones y Millicom International de Luxemburgo).
El municipio cuenta con un canal de televisión de señal privada: Canal 20 Aguachica Megared Televisión.

## Vías de comunicación
Terrestres: a nivel terrestre se encuentran las empresas de Cootragam Ltda. quien tiene línea de Gamarra-Aguachica y empresas privadas como Trassander, Cootragua y Sotramagdalena que prestan el servicio hacia el Interior del País. 
Fluviales: por vía fluvial el transporte de pasajeros que lo comunican desde y hacia el interior del departamento se realiza por el río Magdalena a través de chalupa (Cootragam Ltda) y Ferry (empresa Agromol). 
Férrea: por vía férrea el transporte de carga desde el puerto de Santa Marta, hasta la ciudad de Honda, Tolima, siendo epicentro el municipio para el descargue de productos.

## Cultura
En Gamarra, existe diversidad cultural, sus principales fiestas son los carnavales, la celebración de la fundación el 3 de noviembre, el Festival de las Artes, la noche del río, las fiestas del 9 de febrero en honor a la virgen de la Inmaculada Concepción, patrona de los gamarrenses, donde se realizan diferentes actividades, eucarísticas, juegos tradicionales y culturales para conmemorar su aparición en la playa El Sordo. Los gamarrenses tienen como identidad cultural "la tambora", que es su baile típico, el cual es interpretado por los diferentes grupos folclóricos del municipio.

## Estructura organizacional municipal
| Gamarra      | Gamarra     | Gamarra                    |
| Departamento | Código DANE | Categoría municipal (2023) |
| ------------ | ----------- | -------------------------- |
| Cesar        | 20295       | Sexta                      |

- Personería: Es un centro del Ministerio Público de Colombia que ejerce, vigila y hace control sobre la gestión de las alcaldías y entes descentralizados; velan por la promoción y protección de los derechos humanos; vigilan el debido proceso, la conservación del medio ambiente, el patrimonio público y la prestación eficiente de los servicios públicos, garantizando a la ciudadanía la defensa de sus derechos e intereses.

- Concejo Municipal: Es la suprema autoridad política del municipio. En materia administrativa sus atribuciones son de carácter normativo. También le corresponde vigilar y hacer control político a la administración municipal. Se regulan por los reglamentos internos de la corporación en el marco de la Constitución Política Colombiana (artículo 313) y las leyes, en especial la Ley 136 de 1994 y la Ley 1551 de 2012.

Constituido por 11 concejales por un periodo de 4 años.
- Alcaldía Municipal: En esta se encuentra la administración distrital y las entidades descentralizadas del municipio.

El alcalde se pronuncia mediante decretos y se desempeña como representante legal, judicial y extrajudicial del municipio. El alcalde municipal es Cristian Márquez Badillo (2024-2027).
- JAL.

### Servicios públicos
- Energía Eléctrica: Centrales Eléctricas de Norte de Santander, (CENS) del grupo EPM, es la empresa prestadora del servicio de energía eléctrica.
- Gas Natural: Vanti es la empresa distribuidora y comercializadora de gas natural en el municipio.